# Olympische Winterspiele 2010/Eiskunstlauf
Bei den XXI. Olympischen Winterspielen 2010 in Vancouver fanden vier Wettbewerbe im Eiskunstlauf statt. Austragungsort war das Pacific Coliseum, das 14.239 Zuschauer fasst.

## Bilanz

### Medaillenspiegel
| Platz | Land                | Gold | Silber | Bronze | Gesamt |
| ----- | ------------------- | ---- | ------ | ------ | ------ |
| 1     | Vereinigte Staaten  | 1    | 1      | –      | 2      |
| 1     | Volksrepublik China | 1    | 1      | –      | 2      |
| 3     | Kanada              | 1    | –      | 1      | 2      |
| 4     | Südkorea            | 1    | –      | –      | 1      |
| 5     | Japan               | –    | 1      | 1      | 2      |
| 5     | Russland            | –    | 1      | 1      | 2      |
| 7     | Deutschland         | –    | –      | 1      | 1      |

### Medaillengewinner
| Konkurrenz | Gold                      | Silber                      | Bronze                            |
| ---------- | ------------------------- | --------------------------- | --------------------------------- |
| Herren     | Evan Lysacek              | Jewgeni Pljuschtschenko     | Daisuke Takahashi                 |
| Damen      | Kim Yu-na                 | Mao Asada                   | Joannie Rochette                  |
| Paare      | Shen Xue / Zhao Hongbo    | Pang Qing / Tong Jian       | Aljona Savchenko / Robin Szolkowy |
| Eistanz    | Tessa Virtue / Scott Moir | Meryl Davis / Charlie White | Oxana Domnina / Maxim Schabalin   |

## Ergebnisse
- K = Kür
- KP = Kurzprogramm
- OT = Originaltanz
- PT = Pflichttanz

### Herren
| Platz              | Land | Sportler                | KP | K  | Punkte |
| ------------------ | ---- | ----------------------- | -- | -- | ------ |
| 1                  | USA  | Evan Lysacek            | 02 | 01 | 257,67 |
| 2                  | RUS  | Jewgeni Pljuschtschenko | 01 | 02 | 256,36 |
| 3                  | JPN  | Daisuke Takahashi       | 03 | 05 | 247,23 |
| 4                  | SUI  | Stéphane Lambiel        | 05 | 03 | 246,72 |
| 5                  | CAN  | Patrick Chan            | 07 | 04 | 241,42 |
| 6                  | USA  | Johnny Weir             | 06 | 06 | 238,87 |
| 7                  | JPN  | Nobunari Oda            | 04 | 07 | 238,54 |
| 8                  | JPN  | Takahiko Kozuka         | 08 | 08 | 231,19 |
| 9                  | USA  | Jeremy Abbott           | 15 | 09 | 218,96 |
| 10                 | CZE  | Michal Březina          | 09 | 11 | 216,73 |
| 11                 | KAZ  | Denis Ten               | 10 | 14 | 211,25 |
| 12                 | FRA  | Florent Amodio          | 11 | 15 | 210,30 |
| 13                 | RUS  | Artjom Borodulin        | 13 | 12 | 210,16 |
| 14                 | ESP  | Javier Fernández López  | 16 | 10 | 206,68 |
| 15                 | SWE  | Adrian Schultheiss      | 22 | 13 | 200,44 |
| 16                 | FRA  | Brian Joubert           | 18 | 16 | 200,22 |
| 17                 | BEL  | Kevin van der Perren    | 12 | 18 | 189,84 |
| 18                 | ITA  | Samuel Contesti         | 14 | 19 | 187,50 |
| 19                 | CZE  | Tomáš Verner            | 19 | 17 | 184,74 |
| 20                 | ITA  | Paolo Bacchini          | 20 | 22 | 177,21 |
| 21                 | AUT  | Viktor Pfeifer          | 23 | 20 | 175,93 |
| 22                 | GER  | Stefan Lindemann        | 17 | 23 | 171,98 |
| 23                 | CAN  | Vaughn Chipeur          | 24 | 21 | 170,92 |
| 24                 | UKR  | Anton Kowalewskyj       | 21 | 24 | 165,90 |
| Kür nicht erreicht |      |                         |    |    |        |
| 25                 | PRK  | Ri Song-chol            | 25 | —  | 056,60 |
| 26                 | KAZ  | Absal Rachimgalijew     | 26 | —  | 055,88 |
| 27                 | SLO  | Gregor Urbas            | 27 | —  | 053,02 |
| 28                 | POL  | Przemysław Domański     | 28 | —  | 052,14 |
| 29                 | ROM  | Zoltán Kelemen          | 29 | —  | 051,95 |
| 30                 | FIN  | Ari-Pekka Nurmenkari    | 30 | —  | 044,62 |

Kurzprogramm: 16. Februar 2010, 16:15 Uhr (01:15 Uhr MEZ)
Kür: 18. Februar 2010, 17:00 Uhr (02:00 Uhr MEZ)

### Damen
| Platz              | Land | Sportlerin               | KP | K  | Punkte |
| ------------------ | ---- | ------------------------ | -- | -- | ------ |
| 1                  | KOR  | Kim Yu-na                | 01 | 01 | 228,56 |
| 2                  | JPN  | Mao Asada                | 02 | 02 | 205,50 |
| 3                  | CAN  | Joannie Rochette         | 03 | 03 | 202,64 |
| 4                  | USA  | Mirai Nagasu             | 06 | 05 | 190,15 |
| 5                  | JPN  | Miki Andō                | 04 | 06 | 188,86 |
| 6                  | FIN  | Laura Lepistö            | 10 | 04 | 187,97 |
| 7                  | USA  | Rachael Flatt            | 05 | 08 | 182,49 |
| 8                  | JPN  | Akiko Suzuki             | 11 | 07 | 181,44 |
| 9                  | RUS  | Aljona Leonowa           | 08 | 10 | 172,46 |
| 10                 | RUS  | Xenija Makarowa          | 12 | 09 | 171,91 |
| 11                 | FIN  | Kiira Korpi              | 17 | 11 | 161,57 |
| 12                 | CAN  | Cynthia Phaneuf          | 14 | 13 | 156,62 |
| 13                 | KOR  | Kwak Min-jung            | 16 | 12 | 155,53 |
| 14                 | GEO  | Elene Gedewanischwili    | 09 | 17 | 155,24 |
| 15                 | CHE  | Sarah Meier              | 15 | 14 | 152,81 |
| 16                 | ITA  | Carolina Kostner         | 07 | 19 | 151,90 |
| 17                 | HUN  | Júlia Sebestyén          | 13 | 16 | 151,26 |
| 18                 | GER  | Sarah Hecken             | 23 | 15 | 143,94 |
| 19                 | CHN  | Liu Yan                  | 19 | 18 | 143,47 |
| 20                 | AUS  | Cheltzie Lee             | 18 | 20 | 138,16 |
| 21                 | EST  | Jelena Glebova           | 20 | 22 | 134,19 |
| 22                 | ESP  | Sonia Lafuente           | 22 | 21 | 133,51 |
| 23                 | UZB  | Anastasiya Gimazetdinova | 24 | 23 | 131,65 |
| 24                 | TUR  | Tuğba Karademir          | 21 | 24 | 129,54 |
| Kür nicht erreicht |      |                          |    |    |        |
| 25                 | BEL  | Isabelle Pieman          | 25 | —  | 046,10 |
| 26                 | AUT  | Miriam Ziegler           | 26 | —  | 043,84 |
| 27                 | SLO  | Teodora Poštič           | 27 | —  | 043,80 |
| 28                 | SVK  | Ivana Reitmayerová       | 28 | —  | 041,94 |
| 29                 | GBR  | Jenna McCorkell          | 29 | —  | 040,64 |
| 30                 | POL  | Anna Jurkiewicz          | 30 | —  | 036,10 |

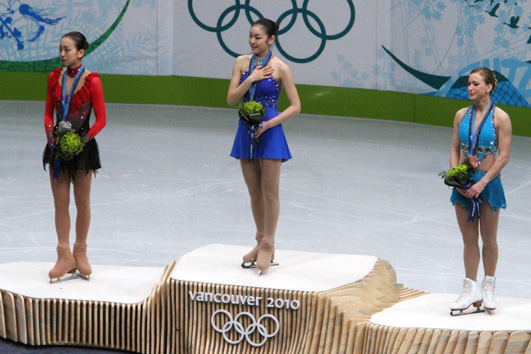
Die Medaillengewinnerinnen des Damenwettbewerbs

Kurzprogramm: 23. Februar 2010, 16:00 Uhr (01:00 Uhr MEZ)
Kür: 25. Februar 2010, 17:00 Uhr (02:00 Uhr MEZ)

### Paare
| Platz | Land | Paar                                     | KP | K  | Punkte |
| ----- | ---- | ---------------------------------------- | -- | -- | ------ |
| 1     | CHN  | Shen Xue / Zhao Hongbo                   | 01 | 02 | 216,57 |
| 2     | CHN  | Pang Qing / Tong Jian                    | 04 | 01 | 213,31 |
| 3     | GER  | Aljona Savchenko / Robin Szolkowy        | 02 | 03 | 210,60 |
| 4     | RUS  | Juko Kawaguti / Alexander Smirnow        | 03 | 07 | 194,77 |
| 5     | CHN  | Zhang Dan / Zhang Hao                    | 05 | 04 | 194,34 |
| 6     | CAN  | Jessica Dubé / Bryce Davison             | 06 | 06 | 187,11 |
| 7     | RUS  | Marija Muchortowa / Maxim Trankow        | 08 | 05 | 185,79 |
| 8     | UKR  | Tatjana Wolossoschar / Stanislaw Morosow | 09 | 08 | 181,78 |
| 9     | CAN  | Anabelle Langlois / Cody Hay             | 07 | 09 | 179,97 |
| 10    | USA  | Amanda Evora / Mark Ladwig               | 10 | 10 | 171,92 |
| 11    | RUS  | Wera Basarowa / Juri Larionow            | 12 | 11 | 163,50 |
| 12    | ITA  | Nicole Della Monica / Yannick Kocon      | 11 | 13 | 161,60 |
| 13    | USA  | Caydee Denney / Jeremy Barrett           | 14 | 12 | 158,33 |
| 14    | FRA  | Vanessa James / Yannick Bonheur          | 15 | 14 | 145,10 |
| 15    | SUI  | Anaïs Morand / Antoine Dorsaz            | 13 | 17 | 144,42 |
| 16    | GBR  | Stacey Kemp / David King                 | 16 | 16 | 139,94 |
| 17    | GER  | Maylin Hausch / Daniel Wende             | 17 | 15 | 138,74 |
| 18    | POL  | Joanna Sulej / Mateusz Chruściński       | 20 | 18 | 125,82 |
| 19    | EST  | Maria Sergejeva / Ilja Glebov            | 18 | 19 | 124,90 |
| 20    | UKR  | Ekaterina Kostenko / Roman Talan         | 19 | 20 | 120,98 |

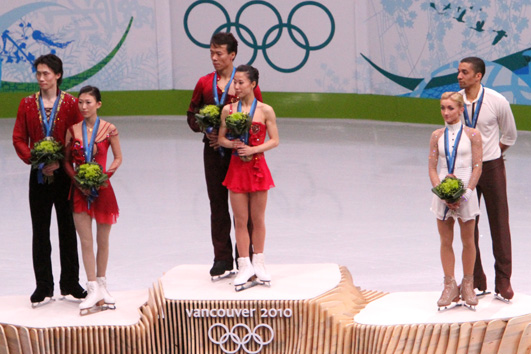
Die Medaillengewinner der Paarlaufkonkurrenz

Kurzprogramm: 14. Februar 2010, 16:30 Uhr (01:30 Uhr MEZ)
Kür: 15. Februar 2010, 17:00 Uhr (02:00 Uhr MEZ)

### Eistanz
| Platz | Land | Paar                                    | PT | OT | K  | Punkte |
| ----- | ---- | --------------------------------------- | -- | -- | -- | ------ |
| 1     | CAN  | Tessa Virtue / Scott Moir               | 02 | 01 | 01 | 221,57 |
| 2     | USA  | Meryl Davis / Charlie White             | 03 | 02 | 02 | 215,74 |
| 3     | RUS  | Oxana Domnina / Maxim Schabalin         | 01 | 03 | 03 | 207,64 |
| 4     | USA  | Tanith Belbin / Benjamin Agosto         | 04 | 04 | 04 | 203,07 |
| 5     | ITA  | Federica Faiella / Massimo Scali        | 05 | 05 | 05 | 199,17 |
| 6     | FRA  | Isabelle Delobel / Olivier Schoenfelder | 06 | 07 | 06 | 193,73 |
| 7     | FRA  | Nathalie Péchalat / Fabian Bourzat      | 09 | 06 | 07 | 190,49 |
| 8     | GBR  | Sinead Kerr / John Kerr                 | 08 | 08 | 09 | 186,01 |
| 9     | RUS  | Jana Chochlowa / Sergei Nowizki         | 07 | 09 | 08 | 185,86 |
| 10    | ISR  | Alexandra Zaretski / Roman Zaretski     | 10 | 10 | 10 | 180,26 |
| 11    | USA  | Emily Samuelson / Evan Bates            | 14 | 11 | 11 | 174,30 |
| 12    | ITA  | Anna Cappellini / Luca Lanotte          | 12 | 12 | 15 | 167,32 |
| 13    | HUN  | Nóra Hoffmann / Maxim Zavozin           | 13 | 13 | 13 | 167,23 |
| 14    | CAN  | Vanessa Crone / Paul Poirier            | 15 | 17 | 12 | 164,60 |
| 15    | RUS  | Jekaterina Bobrowa / Dmitri Solowjow    | 17 | 15 | 14 | 163,35 |
| 16    | UKR  | Hanna Sadoroschnjuk / Sergei Verbillo   | 11 | 16 | 17 | 163,15 |
| 17    | JPN  | Cathy Reed / Chris Reed                 | 18 | 14 | 16 | 159,60 |
| 18    | GER  | Christina Beier / William Beier         | 16 | 18 | 18 | 146,64 |
| 19    | CHN  | Huang Xintong / Zheng Xun               | 19 | 20 | 20 | 145,52 |
| 20    | GBR  | Penny Coomes / Nicholas Buckland        | 21 | 19 | 19 | 143,61 |
| 21    | CZE  | Kamila Hájková / David Vincour          | 22 | 22 | 21 | 133,81 |
| 22    | GEO  | Allison Reed / Otar Dschaparidse        | 20 | 21 | 22 | 132,32 |
| 23    | EST  | Irina Štork / Taavi Rand                | 23 | 23 | 23 | 115,18 |

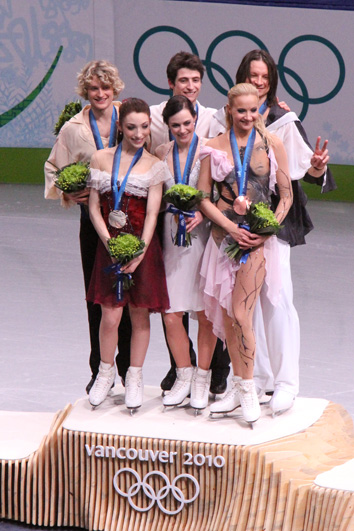
Die Medaillengewinner des Eistanzwettbewerbs

Pflichttanz: 19. Februar 2010, 17:15 Uhr (02:15 Uhr MEZ)
Originaltanz: 21. Februar 2010, 16:15 Uhr (01:15 Uhr MEZ)
Kür: 22. Februar 2010, 16:45 Uhr (01:45 Uhr MEZ)